# HMS Betony (K274)
HMS Betony (K274) je bila korveta izboljšanega razreda Flower, ki je med drugo svetovno vojno plula pod zastavo Kraljeve vojne mornarice.

## Zgodovina
Kraljeva vojna mornarica je 24. avgusta 1945 korveto predala Britanski Indiji, kjer so jo preimenovali v HMIS Sind (K274). 17. maja 1946 je bila vrnjena Združenemu kraljestvu. Naslednje leto je bila predana Kraljevi tajski vojni mornarici kot HTMS Prasae. 7. januarja 1951 je nasedla ob vzhodni obali Koreje in bila nato 13. januarja 1951 namerno potopljena.